# Kerkafalva
Kerkafalva is een plaats (község) en gemeente in het Hongaarse comitaat Zala. Kerkafalva telt 129 inwoners (2001).